# Sprecherwechsel
Der Sprecherwechsel (auch Redeübernahme, turn-taking, englisch turn taking) ist ein gängiges Phänomen in Gesprächen, das dafür Sorge trägt, dass und wie mehrere Gesprächsbeiträge (turns) auf die Gesprächsteilnehmer verteilt werden.
Die Konversationsanalyse geht davon aus, dass ein lokaler Mechanismus (local management system) die Vergabe des Rederechts reguliert. An einer übergaberelevanten Stelle eines Gesprächsbeitrags (transition relevant place, TRP), die u. a. durch intonatorische und semantische Mittel angezeigt wird, kann ein Sprecherwechsel nach bestimmten Regeln erfolgen:
1. Sprecher A wählt in seinem Beitrag Teilnehmer B aus (Fremdwahl). Nach der nächsten TRP darf B sprechen.
2a. Wählt Sprecher A in seinem Beitrag niemanden aus, so darf sich jeder selbst auswählen und das Wort ergreifen (Selbstwahl).
2b. Wählt Sprecher A niemanden in seinem Beitrag aus, so kann auch er sich erneut auswählen und weitersprechen.
Dieses System ist so effizient, dass es nur in etwa 5 % der Fälle zu einer Überlappung von Beiträgen (overlaps) kommt. Diese Überlappungen entstehen durch eine Ausbeutung oder Missachtung des Regelsystems oder durch eine ‚Fehlberechnung‘ eines Beitrags – wenn etwa Beiträge als ‚beendet‘ interpretiert werden. Im Fall 2a kann es auch zu Konkurrenzkämpfen um das Rederecht kommen. Normalerweise korrigiert ein Lösungssystem derartige Überlappung durch einen Abbruch. Die überlappte Beitragsstelle wird dann meistens wiederholt. Es wurde übrigens beobachtet, dass in Gesprächen vor allem Teilnehmer mit einem niedrigeren Sozialstatus ihren Beitrag bei einer Überlappung als erste abbrechen. Es gibt auch Sprachgemeinschaften, in denen dieser Sprecherwechsel ausschließlich über das soziale Statussystem geregelt wird.

## Formen des Sprecherwechsels
Es gibt fünf Arten des Sprecherwechsels:
- Glatter Sprecherwechsel – Normalfall; Sprecherwechsel erfolgt nacheinander
- Sprecherwechsel nach Überlappung – Einzelne Silben oder Worte des alten und des neuen Sprechers überlappen; Diese werden nicht als störend empfunden, da es meist Füllworte/-wörter sind
- Sprecherwechsel nach Unterbrechung mit Simultansequenz – Unterbrechung im Beitrag des anderen
- Sprecherwechsel nach Unterbrechung ohne Simultansequenz – Unterbrechung am Ende eines Beitrags (bspw. am Satzende), jedoch an nicht übergabebereiter Stelle
- Sprecherwechsel nach Pause – Pause zwischen Gesprächsbeiträgen; relative Größe, die in verschiedenen Sprachgemeinschaften und -kulturen unterschiedlich wahrgenommen bzw. definiert werden kann

Sprecherwechsel durch Unterbrechung wirken latent aggressiv und stellen für den Sprecher eine als unangenehm empfundene Form der Selbstwahl dar.

## Rollen und Aktivitäten

### Sprecherrolle und Sprecheraktivitäten
Die Dauer der Sprecherrolle bzw. des Rechtes zu sprechen hängt von Faktoren wie Zeit, Ort, Öffentlichkeitscharakter des Gesprächs, Beziehung der Gesprächsteilnehmer, Thema usw. ab. Verbale Anhängsel, sogenannte tag-questions („oder?“ „nicht wahr?“, „gell?“, „wie findest du das denn?“), signalisieren Ende des Beitrages und fordern zum Sprecherwechsel auf. Weitere Turnübergabesignale können sich durch die Betonung (fragend, fallend) oder auch über die Körpersprache (Blickkontakt, Gestik während eines Beitrags usw.) äußern.

### Hörerrolle und Höreraktivitäten
Der Hörer befindet sich im Rückmeldeverhalten (Hörer-feed-back bzw. back-channel-behavior). Es gibt zwei Haupttypen von Höreraktivitäten: aufmerksamkeitsbezeugende sowie kommentierende Hörersignale. Kommentierende Hörersignale schließen aufmerksamkeitsbezeugende Signale ein bzw. sind eine erweiterte Form davon. Darüber hinaus kann der Hörer ebenfalls verbale wie auch nonverbale Mittel nutzen, wie beispielsweise Blickkontakt, Körperzuwendung, Mimik, Gestik, Kopfbewegungen, Emotionen, Rückmeldesignale („mhm“, „aha“) und kommentierende Bemerkungen wie „ach ja?“, „tja“, „genau“ usw.